# Enzima piruvato UDP-NAG transferasi
La fosfoenolpiruvatotransferasi o enzima piruvato UDP-NAG transferasi o enolpiruvil-transferasi è un enzima che converte la N-acetilglucosamina (NAG) in acido N-acetilmuramico (NAM). È coinvolto quindi nella sintesi del NAM e la sua attività è necessaria al mantenimento dell'integrità della parete batterica e alla sopravvivenza del batterio.
Questa reazione richiede all'inizio come reagenti 1 molecola di fosfoenolpiruvato (PEP) e 1 di UDP-NAG. L'attività dell'enzima consiste nella rimozione dell'UDP e nella trasformazione del NAG in NAM. Il NAM assieme al NAG, costituiscono uno dei componenti principali della parete batterica. Questo enzima può essere inibito da una sostanza (la fosfomicina) che si lega in maniera competitiva con il PEP e inibisce la formazione di NAM e quindi la costituzione del dimero NAG-NAM che serve per la costruzione della parete batterica.